# Kostel Božského srdce Páně (Hodslavice)
Kostel Božského srdce Páně je římskokatolický kostel v Hodslavicích v Moravskoslezském kraji, postavený v letech 1905 až 1906 v novorománském slohu. Je dlouhý 44 metrů, široký 23 metrů, vysoký 17 metrů a věž kostela měří 50 metrů. Stojí podél silnice II/483 v bezprostřední blízkosti centra obce a kolem něj se nachází hřbitov. Od roku 1999 je chráněn jako kulturní památka.